# Olimpiadi degli scacchi del 1924
Le Olimpiadi degli scacchi del 1924 si tennero dal 12 al 20 luglio all'Hotel Majestic di Parigi in concomitanza con i giochi della VIII Olimpiade. Furono il primo torneo di scacchi a cui parteciparono rappresentative nazionali, anche se non vengono considerate nella numerazione ufficiale delle edizioni delle Olimpiadi degli scacchi in quanto non organizzate dalla FIDE, ma su iniziativa dei francesi Pierre Vincent e Aleksandr Alechin.
Alla manifestazione parteciparono 54 giocatori in rappresentanza di 18 paesi. Essi furono divisi in nove gironi preliminari di sei giocatori ciascuno; il vincitore di ogni girone partecipò alla fase finale mentre gli altri parteciparono al torneo di consolazione a otto turni. Il vincitore del torneo individuale, il lettone Hermanis Matisons, conquistò il titolo di Campione del Mondo Amatori. La prima donna a partecipare alle Olimpiadi degli scacchi fu la britannica Edith Holloway.

## Risultati finali

### Campionato Mondiale Amatori
| Pos. | Giocatori                                | Punti |
| ---- | ---------------------------------------- | ----- |
|      | Hermanis Matisons ( Lettonia)            | 5,5   |
|      | Fricis Apšenieks ( Lettonia)             | 5,0   |
|      | Edgard Colle ( Belgio)                   | 4,5   |
| 4    | Árpád Vajda ( Ungheria)                  | 4,0   |
| 5    | Max Euwe ( Paesi Bassi)                  | 4,0   |
| 6    | Anatol Tschepurnoff ( Finlandia)         | 4,0   |
| 7    | Luis Argentino Palau ( Argentina)        | 3,5   |
| 8    | Manuel Golmayo de la Torriente ( Spagna) | 3,0   |
| 9    | Kornél Havasi ( Ungheria)                | 2,5   |

### Coppa di consolazione
I punti ottenuti sono la somma di quelli guadagnati nel primo turno di qualificazione e di quelli ottenuti nel torneo di consolazione.
| Pos. | Giocatori                        | Punti |
| ---- | -------------------------------- | ----- |
| 1    | Karel Hromádka ( Cecoslovacchia) | 9,5   |
| 2    | Jan Schulz ( Cecoslovacchia)     | 9,0   |
| 3    | Erwin Voellmy ( Svizzera)        | 8,5   |
| 4    | Karl Behting ( Lettonia)         | 8,0   |
|      | Georges Renaud ( Francia)        | 8,0   |
|      | Roberto Grau ( Argentina)        | 8,0   |
|      | George Koltanowski ( Belgio)     | 8,0   |
| 8    | Giovanni Cenni ( Italia)         | 7,5   |
|      | Endre Steiner ( Ungheria)        | 7,5   |
|      | Otto Zimmermann ( Svizzera)      | 7,5   |
|      | Dawid Daniuszewski ( Polonia)    | 7,5   |
|      | Károly Sterk ( Ungheria)         | 7,5   |
|      | Damián Reca ( Argentina)         | 7,5   |

### Medaglie individuali
Le medaglie vennero assegnate secondo i seguenti criteri:
|  | Giocatore                                | Motivazione                                   |
|  | ---------------------------------------- | --------------------------------------------- |
|  | Hermanis Matisons ( Lettonia)            | Vincitore del Campionato Mondiale Amatori     |
|  | Fricis Apšenieks ( Lettonia)             | Secondo posto nel Campionato Mondiale Amatori |
|  | Edgard Colle ( Belgio)                   | Terzo posto nel Campionato Mondiale Amatori   |
|  | Árpád Vajda ( Ungheria)                  | Finalista del Campionato Mondiale Amatori     |
|  | Max Euwe ( Paesi Bassi)                  | Finalista del Campionato Mondiale Amatori     |
|  | Anatol' Čepurnov ( Finlandia)            | Finalista del Campionato Mondiale Amatori     |
|  | Luis Argentino Palau ( Argentina)        | Finalista del Campionato Mondiale Amatori     |
|  | Manuel Golmayo de la Torriente ( Spagna) | Finalista del Campionato Mondiale Amatori     |
|  | Kornél Havasi ( Ungheria)                | Finalista del Campionato Mondiale Amatori     |
|  | Karel Hromádka ( Cecoslovacchia)         | Vincitore della Coppa di consolazione         |

### Classifica a squadre
| Pos. | Nazione          | Giocatori                                                       | Punti |
| ---- | ---------------- | --------------------------------------------------------------- | ----- |
|      | Cecoslovacchia   | Hromádka (9,5), Schulz (9), Vaněk (6,5), Skalička (6)           | 31,0  |
|      | Ungheria         | Vajda (8), Sterk (7,5), Steiner E. (7,5), Havasi (7)            | 30,0  |
|      | Svizzera         | Voellmy (8,5), Zimmermann (7,5), Johner (6,5), Naegeli (6,5)    | 29,0  |
| 4    | Lettonia         | Apšenieks (10), Matisons (9,5), Behting (8)                     | 27,5  |
|      | Argentina        | Grau (8), Reca (7,5), Palau (7), Coria (5)                      | 27,5  |
| 6    | Italia           | Cenni (7,5), Rosselli del Turco (7), Romih (6,5), Miliani (5,5) | 26,5  |
| 7    | Francia          | Renaud (8), Lazard (6,5), Duchamp (6), Gibaud (5)               | 25,5  |
|      | Polonia          | Daniuszewski (7,5), Piltz (6), Kohn (6), Kleczyński (6)         | 25,5  |
| 9    | Belgio           | Colle (8,5), Koltanowski (8), Lancel (5), Jonet (2,5)           | 24,0  |
| 10   | Spagna           | Golmayo Torriente (7), Marin y Llovet (6), Rey Ardid (6)        | 19,0  |
| 11   | Paesi Bassi      | Euwe (8), Oskam (6), Rueb (4,5)                                 | 18,5  |
| 12   | Romania          | Davidescu (7), Gudju (6), Loewenton (5)                         | 18,0  |
| 13   | Finlandia        | Tschepurnoff (9), Malmberg (6)                                  | 15,0  |
| 14   | Regno Unito      | Handasyde (6), Wreford (3,5), Holloway (3)                      | 12,5  |
| 15   | Irlanda          | O'Hanlon (5,5)                                                  | 5,5   |
| 16   | Canada           | Smith (5)                                                       | 5,0   |
| 17   | Unione Sovietica | Potemkine (3), Kahn (1,5)                                       | 4,5   |
| 18   | Jugoslavia       | Rozić (2,5)                                                     | 2,5   |

## FIDE
Il 20 luglio 1924, ultimo giorno della competizione, 15 delegati da tutto il mondo firmarono l'atto di fondazione della Federazione Internazionale di Scacchi (nella denominazione originale in francese: Fédération Internationale des Échecs, FIDE) ed elessero l'olandese Alexander Rueb come primo presidente.
Il motto latino Gens una sumus (Siamo una sola famiglia) venne reso ufficiale e divenne la parola d'ordine della comunità scacchistica. I 15 membri fondatori erano: Abonyi (Ungheria), Grau (Argentina), Gudju (Romania), Marusi (Italia), Nicolet (Svizzera), Ovadija (Jugoslavia), Penalver y Zamora (Spagna), Rawlins (Gran Bretagna), Rueb (Paesi Bassi), Skalička (Cecoslovacchia), Smith (Canada), Towbin (Polonia), Tschepurnoff (Finlandia), Vincent (Francia) e Weltjens (Belgio).